# Nicholas Shackleton
Sir Nicholas John Shackleton (* 23. Juni 1937 in London; † 24. Januar 2006 in Cambridge) war ein britischer Geologe und Paläoklimatologe. Er spezialisierte sich auf die Erforschung der jüngsten Sedimente des Ozeanbodens, die für ihn Aufschluss über die Klimaentwicklung vom Beginn des Eiszeitalters im Quartär bis in die heutige Zeit geben konnten. 

## Leben
Nicholas Shackleton, genannt „Nick“, wurde in eine bedeutende britische Wissenschaftlerfamilie hineingeboren. Er war der Großneffe des Polarforschers Sir Ernest Shackleton und der Sohn des Geologen Robert Millner Shackleton. Er bekam die Möglichkeit, am Clare College in Cambridge zu studieren, wo er zuerst als Bachelor in Physik graduierte und sich dann in seiner Dissertation auf Geochemie spezialisierte. Bereits während dieser Arbeit hatte er engen Kontakt zu Cesare Emiliani, dem Begründer der Paläozeanographie und Isotopenstratigraphie. Shackleton blieb nach seiner Promotion 1967 in Cambridge und wurde schließlich Professor für Erdwissenschaften an der Universität Cambridge.

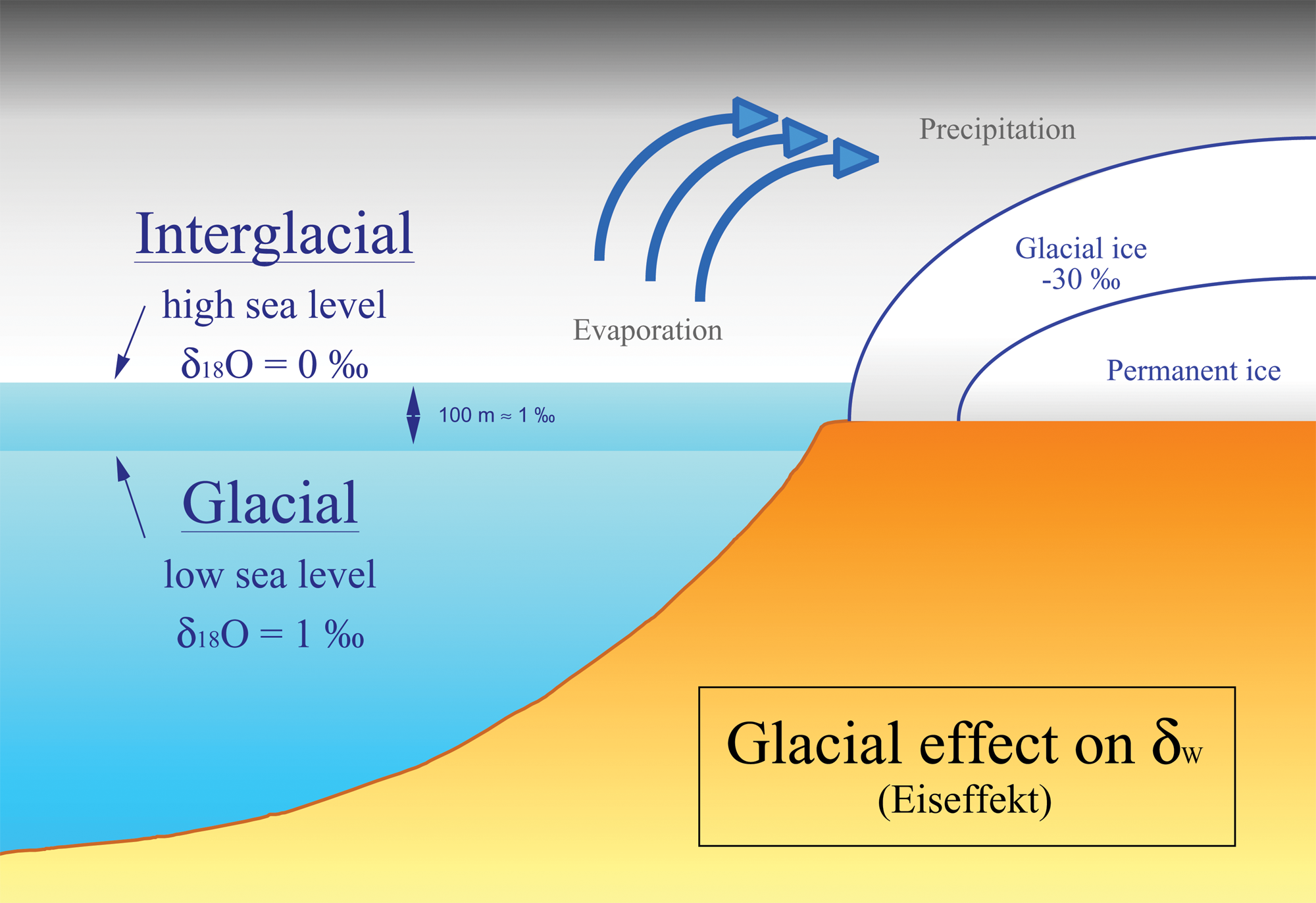
Eiseffekt

Shackleton war eine Schlüsselfigur auf dem Gebiet der Paläozeanographie und ein Pionier auf dem Gebiet der Anwendung von Massenspektrometrie zur Bestimmung des 16O/18O  Isotopenverhältnisses im Kalzit fossiler Mikroorganismen (Foraminiferen). Durch die Bestimmung und Definition von Sauerstoff-Isotopenstufen konnte Shackleton nicht nur die Altersbestimmung mariner Sedimente verbessern (Isotopenstratigraphie), sondern auch Rückschlüsse auf das Erdklima im Quartär treffen. Eine wichtige Feststellung Shackletons war, dass die Isotopenzusammensetzung des Meerwassers auf Fraktionierung bei der Verdunstung beruht. Durch die Anreicherung des leichten Isotopes 16O im polaren Eis wird das Meerwasser in Eiszeiten isotopisch schwerer (Eiseffekt). Das Isotopensignal in den Foraminiferen reflektiert somit das globale Eisvolumen.
Aufsehen erregte 1976 sein Beitrag in dem wissenschaftlichen Publikationsorgan Science, in dem er zusammen mit seinen Kollegen Imbrie und Hays aufzeigte, dass die Klimaschwankungen innerhalb der letzten paar Millionen Jahre sehr genau mit den Änderungen der Erdumlaufbahn um die Sonne und die Stellung der Erdachse korrelieren (Milanković-Zyklen). Das führte dazu, dass die bereits seit dem Jahr 1929 diskutierte Theorie des serbischen Mathematikers Milutin Milanković allgemein anerkannt wurde, nach der die Verteilung der Sonneneinstrahlung auf der Erdoberfläche einer der entscheidenden Faktoren für mittelfristige Klimaänderungen ist. Später zeigte Shackleton, dass mit diesen Klimavariationen auch Änderungen im Kohlendioxidgehalt der Atmosphäre einhergehen. Weitere Arbeiten konzentrierten sich auf die Erstellung präziser Skalen für die erdgeschichtlichen Zeitspannen des Quartärs. Shackleton fand auch heraus, dass die letzte Umkehr des Magnetfeldes der Erde vor 780.000 Jahren stattgefunden haben muss.
Shackleton war seit 1985 Mitglied der Royal Society und wurde im Jahre 1998 für seine Verdienste in den Geowissenschaften von der britischen Königin zum Knight Bachelor („Sir“) geschlagen. Seit 1995 war er Direktor des Godwin Institute for Quaternary Research. 1999 bis 2003 war er Präsident der International Union for Quaternary Research (INQUA). Bekannt war er auch wegen seiner Sammlung alter Holzblasinstrumente, vor allem von Klarinetten, die er auch hervorragend spielen konnte und über die er auch Artikel verfasst hat. 
.

## Auszeichnungen
- Mitglied der Royal Society (1985)
- Crafoord-Preis (1995) gemeinsam mit Willi Dansgaard
- Wollaston-Medaille (1996)
- Milutin Milankovic Medal (1999)
- Mitglied der National Academy of Sciences (2000)
- Auswärtiges Mitglied der Königlich Niederländischen Akademie der Wissenschaften (2001)
- Royal Medal der Royal Society (2003)
- Vetlesen-Preis (2004)
- Blue-Planet-Preis (2005)
- Gold Medal (Founder’s Medal) der Royal Geographical Society (2005)